# Parque nacional de Chavash Varmane Bor
El Parque nacional de Chavash Varmane Bor (en ruso: Национальный парк «Чава́ш Варма́не») es un gran bosque contiguo (ininterrumpido) en la región media del río Volga. El parque fue creado para cumplir el doble propósito de preservar la diversidad biológica y la protección de un sitio representativo del pueblo chuvasio. El parque está a unos 100 kilómetros al oeste de donde el río Kama desemboca en el Volga, en la llanura central oriental de Europa. El parque está situado en el distrito administrativo (raión) de Shemursha de la República de Chuvasia.

## Topografía
En un área de aproximadamente 100 millas cuadradas, el parque de Chavash tiene tres tipos diferentes de bosque: taiga del sur (coníferas), bosque de robles de las llanuras del Volga y bosque mixto de coníferas y latifoliadas. El territorio cubierto por el parque es aproximadamente rectangular, con 24 kilómetros de norte a sur y 17 kilómetros de este a oeste. Una zona de amortiguamiento de 12 kilómetros rodea el parque, y se han establecido zonas interiores para el reemplazo de la reserva ecológica, para la recreación y para las instalaciones de servicios para los visitantes. El 95% del parque es bosque, y el resto son pantanos, pastizales y praderas.
El bosque está situado en una red de valles fluviales cortados por el río Abamza desde el norte, el río Bezdna desde el oeste, que se encuentran en el medio del parque y fluyen hacia el sur, además de muchos otros afluentes. Muchos de los ríos serpentean a través de llanuras aluviales planas.

## Clima y ecorregión
El bosque de Chuvash se encuentra en la ecorregión del bosque estepario de Europa oriental. El clima del parque es continental templado (clasificación climática de Köppen (Dfb)). Las temperaturas promedio oscilan entre -13 °C (-9 °F) en enero y 19 °C (66 °F) en julio. La precipitación media anual es de 607 – 657 mm.
La duración de la estación cálida (temperaturas diarias que permanecen por encima de 0 °C) es de 200 a 201 días por año. Hay un ciclo de sequía cada 3 o 4 años, pero por lo demás llueve lo suficiente para mantener un ecosistema boscoso.

## Flora y fauna
Un inventario de árboles realizado en 2005 registró un 45 % de pinos, un 27 % de abedules, un 15 % de álamo temblón y un 13 % de otros árboles. Los brinzales (plantas que alcanzan alturas entre de 0.50 m y 1.30 m) se registraron en un 48 % de los casos, un 40% de los árboles eran de mediana edad y un 6% envejecidos, la edad promedio de los árboles en el parque es de 50 años. La administración del parque señaló que los altos niveles de árboles de mediana edad se deben a la tala intensiva en tiempos previos al parque, así como a un gran incendio forestal en 1972.

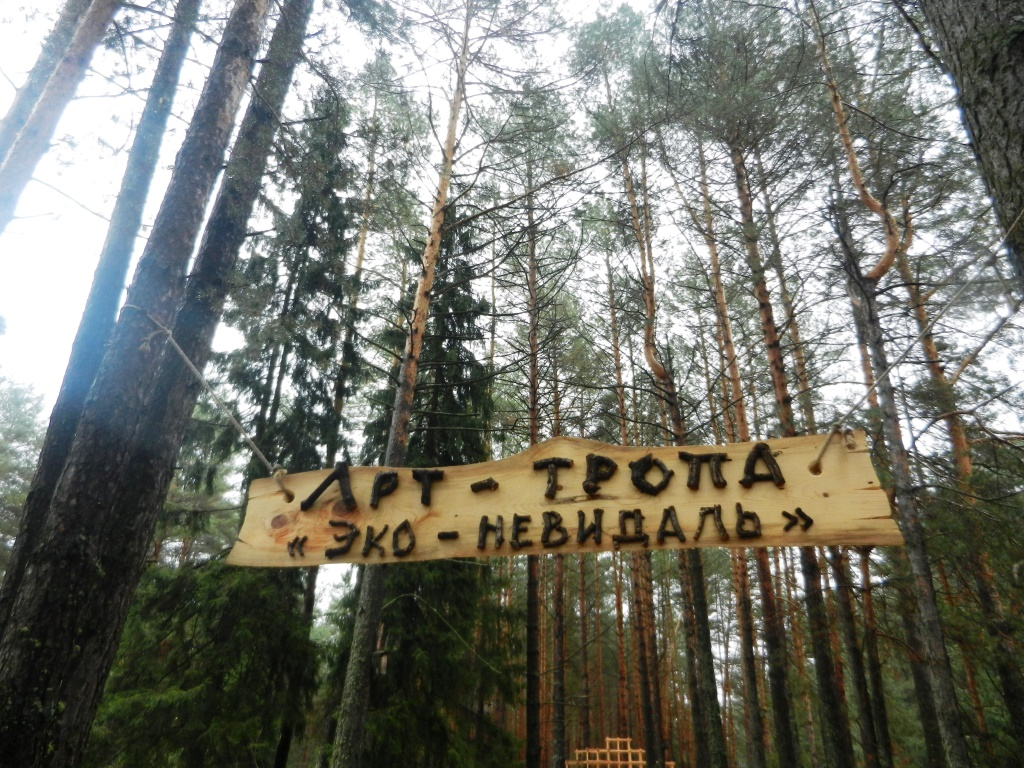
Uno de los senderos con los que cuenta el parque

En el parque esta reprensentado de la vida animal de Chuvashia. Más del 90% de las especies que se encuentran en la República de Chuvash se encuentran en el parque. Los registros indican que dentro de los límites del parque hay cuarenta especies de mamíferos, ciento setenta especies de aves (noventa de las cuales anidan o se reproducen en el parque), dieciséis especies de anfibios o reptiles y diecinueve especies de peces. En el territorio se encuentran los tipos de animales que se espera encontrar en bosque de pino y bosque templado latifoliado, tales como: liebre, ardilla, tejón, turón, visón, marta, ranas de estanque, etc. Desde el establecimiento del parque, la caza está prohibida y el oso pardo, lobos y castores han regresado. Un conteo de los peces en los ríos y lagos de llanuras aluviales mostró nueve especies: Chub, Dace, Alburnoides taeniatus, Rutilus rutilus, Gudgeon, Tinca tinca, Leuciscus idus, Cypriniformes y Truchas, que representan el 95 % de la captura. En los últimos años, el parque reporta cangrejos de río en los cursos de agua, lo cual ha sido descrito como un indicador de la mejora de la limpieza del agua. Las aves rapaces, presentes en el parque, incluyen el aguilucho pálido especie casi amenazada y el águila moteada vulnerable.

## Uso público
En la antigüedad, el bosque de Chuvash estaba en la zona de encuentro entre dos culturas: los pueblos nómadas de la estepa del sur y la cultura agrícola en el área boscosa. La industria forestal incluía la fabricación de carbón vegetal y la extracción de resina de los árboles.
El parque cuenta con numerosos «senderos ecológicos» y senderos «etnoecológicos», con carteles educativos sobre el entorno forestal y el uso del bosque por parte de los antepasados. Hay senderos accesibles para todas las edades y capacidades.